# Harrisomyia
Harrisomyia là một chi ruồi trong họ Limoniidae. Các loài trong chi này phân bố ở New Zealand.

## Các loài
- H. bicuspidata Alexander, 1923
- H. terebrella Alexander, 1932